# 帯解駅
帯解駅（おびとけえき）は、奈良県奈良市今市町にある、西日本旅客鉄道（JR西日本）桜井線（万葉まほろば線）の駅である。

## 歴史
- 1898年（明治31年）5月11日：奈良鉄道が京終駅 - 桜井駅間で開業した際に設置[2]。
- 1905年（明治38年）2月7日：関西鉄道が奈良鉄道を合併。同社の駅となる[2]。
- 1907年（明治40年）10月1日：国有化され、帝国鉄道庁の駅となる[2]。
- 1909年（明治42年）10月12日：線路名称制定。桜井線の所属となる[2]。
- 1970年（昭和45年）10月15日：貨物の取り扱いを廃止[3]。
- 1984年（昭和59年）
  - 2月1日：荷物扱い廃止[3]。
  - 10月20日：桜井線CTC化に伴い駅員無配置化[4]。
- 1987年（昭和62年）4月1日：国鉄分割民営化により、西日本旅客鉄道（JR西日本）の駅となる[2]。
- 2005年（平成17年）3月1日：ICカード「ICOCA」の利用が可能となる[5]。ICカード専用簡易改札機で対応[6]。
- 2010年（平成22年）3月13日：路線愛称の制定により、「万葉まほろば線」の愛称を使用開始。
- 2022年（令和4年）6月29日：開業時からの駅舎が登録有形文化財となる[7]。

## 駅構造

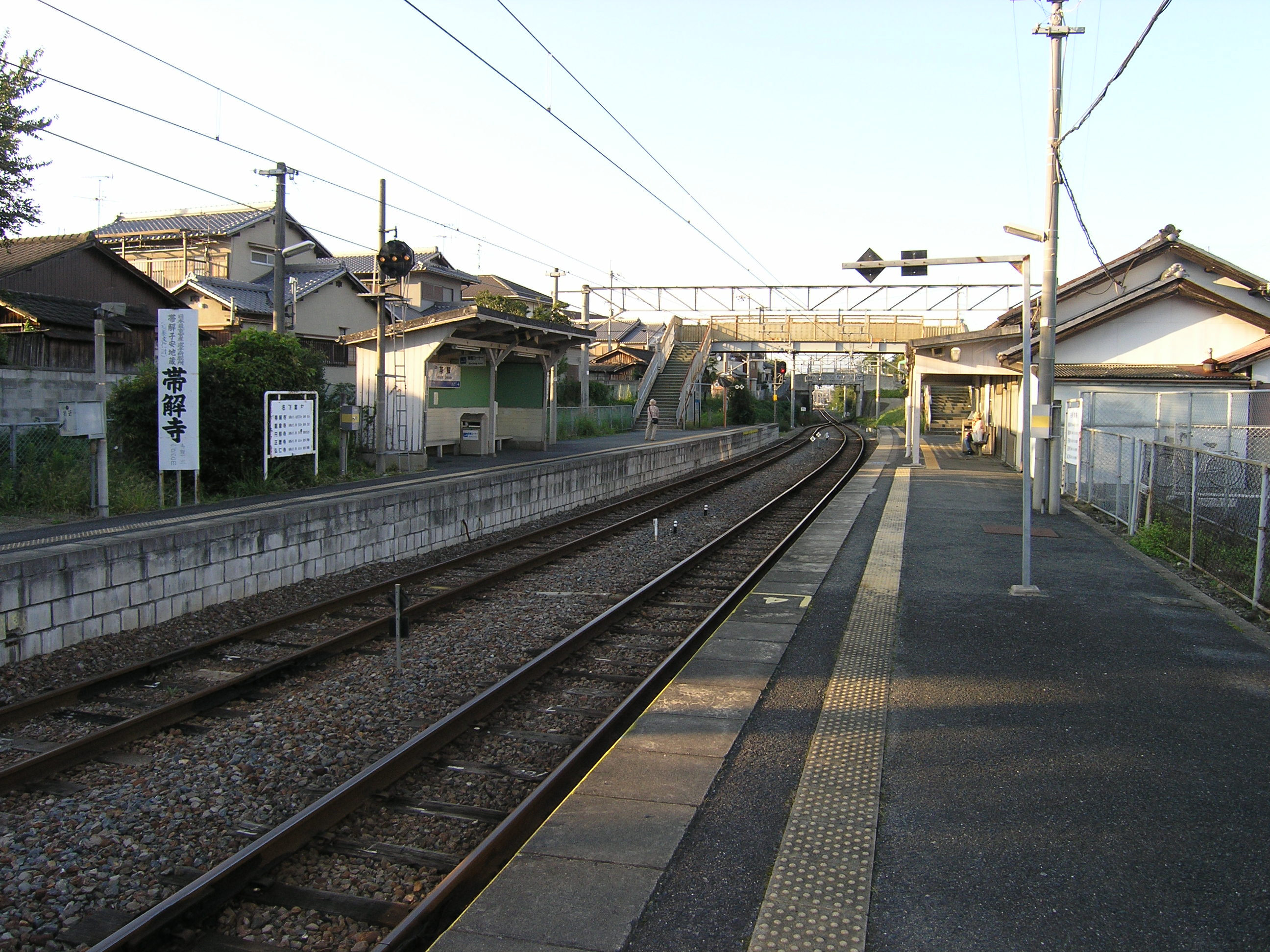
ホーム（奈良方向：2005年10月）

相対式ホーム2面2線を持つ交換可能な地上駅。互いのホームは跨線橋で連絡している。
奈良線電化時に無人駅になった。王寺鉄道部管理である。ICOCA利用可能駅（相互利用可能ICカードはICOCAの項を参照）。自動券売機が設置されているほか、ICOCA等のICカード読取機（入場用・出場用）が設置されているが、普通乗車券用の自動改札機は設置されていない。

### のりば
| ホーム | 路線           | 方向 | 行先           |
| ------ | -------------- | ---- | -------------- |
| 駅舎側 | 万葉まほろば線 | 下り | 桜井・高田方面 |
| 反対側 | 万葉まほろば線 | 上り | 奈良方面       |

- 上表の路線名は旅客案内上の名称（愛称）で表記している。
- 案内上ののりば番号は割り当てられていない。

## 利用状況
2023年度の1日平均乗降人員は822人。「統計なら」によると、近年の1日平均乗車人員は以下の通りである。奈良市にある駅では最も少ない。
| 年度               | 1日平均 乗車人員 |
| ------------------ | ---------------- |
| 2000年（平成12年） | 557              |
| 2001年（平成13年） | 548              |
| 2002年（平成14年） | 523              |
| 2003年（平成15年） | 537              |
| 2004年（平成16年） | 504              |
| 2005年（平成17年） | 508              |
| 2006年（平成18年） | 489              |
| 2007年（平成19年） | 492              |
| 2008年（平成20年） | 498              |
| 2009年（平成21年） | 473              |
| 2010年（平成22年） | 472              |
| 2011年（平成23年） | 456              |
| 2012年（平成24年） | 470              |
| 2013年（平成25年） | 481              |
| 2014年（平成26年） | 490              |
| 2015年（平成27年） | 491              |
| 2016年（平成28年） | 494              |
| 2017年（平成29年） | 482              |
| 2018年（平成30年） | 470              |
| 2019年（令和元年） | 461              |
| 2020年（令和02年） | 381              |
| 2021年（令和03年） | 388              |
| 2022年（令和04年） | 405              |
| 2023年（令和05年） | 411              |

近くにそこそこ住宅は建っているものの、奈良市の中心部まで距離があるため、それほど利用客は多くない。

## 駅周辺
安産祈願の帯解寺がすぐ。7月23日、24日の2日間は「地蔵祭り」が行われ、帯解寺から南へ200から300メートルの間の通りで午後6時頃から0時頃まで夜店があり、特に初日は多くの訪問客で賑わう。
- 奈良市立帯解小学校
- 奈良市立都南中学校
- 奈良県警察学校
- 奈良豊澤酒造
- 高井病院
- 日本郵便 奈良帯解郵便局
- ベンショ塚古墳[9]
- 龍象寺
- 天理教 治道大教会
- 広大寺池
- 国道169号
- 奈良県道51号天理環状線
- 奈良県道188号高畑山線

## バス路線
当駅から東に600メートルの位置にある国道169号に下山停留所が設置されており、下記のバスが発着する。
- 奈良交通
  - JR奈良駅 行、窪之庄 行、シャープ総合開発センター 行、天理駅 行

## 隣の駅
西日本旅客鉄道（JR西日本）
 万葉まほろば線（桜井線）
■快速（高田駅経由大和路線直通）・■普通
京終駅 - 帯解駅 - 櫟本駅